# Women's International Grand Prix 1975
Il Women's International Grand Prix 1975 è stato un circuito di tornei di tennis femminili che si affiancava al contemporaneo Commercial Union Assurance Grand Prix che comprendeva i tornei maschili. Questo circuito è stato organizzato direttamente dall'International Lawn Tennis Federation e comprendeva i 4 tornei del Grande Slam e i tornei cosiddetti open. Il Grand Prix femminile si affiancava al Virginia Slims Circuit.

## Gennaio
| Settimana                    | Torneo                                                            | Vincitrici                             | Finaliste                     | Semifinaliste             | Eliminate ai quarti                                              |
| ---------------------------- | ----------------------------------------------------------------- | -------------------------------------- | ----------------------------- | ------------------------- | ---------------------------------------------------------------- |
| 21 dicembre 1974 2 settimane | Australian Open 1975 Melbourne, Australia Erba Singolare - Doppio | Evonne Goolagong 6–3, 6–2              | Martina Navrátilová           | Nataša Čmyreva Sue Barker | Margaret Court Christine Matison Kazuko Sawamatsu Ol'ga Morozova |
| 21 dicembre 1974 2 settimane | Australian Open 1975 Melbourne, Australia Erba Singolare - Doppio | Evonne Goolagong Peggy Michel 7–6, 7–6 | Margaret Court Ol'ga Morozova | Nataša Čmyreva Sue Barker | Margaret Court Christine Matison Kazuko Sawamatsu Ol'ga Morozova |

## Febbraio
Nessun evento

## Marzo
Nessun evento

## Aprile
| Settimana | Torneo                                                                   | Vincitrici                                   | Finaliste                        | Semifinaliste                   | Semifinaliste                   | Eliminate ai quarti                                     |
| --------- | ------------------------------------------------------------------------ | -------------------------------------------- | -------------------------------- | ------------------------------- | ------------------------------- | ------------------------------------------------------- |
| 9 aprile  | World Doubles Championships 1975 Tokyo, Giappone Sintetico indoor Doppio | Margaret Court Virginia Wade 6–7, 7–6, 6–2   | Rosemary Casals Billie Jean King |                                 |                                 |                                                         |
| 21 aprile | Family Circle Cup 1975 Amelia Island, USA Terra verde Singolare - Doppio | Chris Evert 7–5, 6–4                         | Martina Navrátilová              | Evonne Goolagong Ol'ga Morozova | Evonne Goolagong Ol'ga Morozova | Françoise Dürr Virginia Wade Marcie Louie Julie Heldman |
| 21 aprile | Family Circle Cup 1975 Amelia Island, USA Terra verde Singolare - Doppio | Evonne Goolagong Virginia Wade 4–6, 6–4, 6–2 | Rosie Casals Ol'ga Morozova      | Evonne Goolagong Ol'ga Morozova | Evonne Goolagong Ol'ga Morozova | Françoise Dürr Virginia Wade Marcie Louie Julie Heldman |

## Maggio
| Settimana | Torneo                                                                   | Vincitrici                                | Finaliste                          | Semifinaliste                  | Eliminate ai quarti                                              |
| --------- | ------------------------------------------------------------------------ | ----------------------------------------- | ---------------------------------- | ------------------------------ | ---------------------------------------------------------------- |
| 19 maggio | WTA German Open 1975 Amburgo, Germania Terra rossa Singolare - Doppio    | Renáta Tomanová 6–4, 6(5)–7, 10–8         | Kazuko Sawamatsu                   | Iris Riedel Mima Jaušovec      | Helga Masthoff Linky Boshoff Janet Newberry Lany Kaligis         |
| 19 maggio | WTA German Open 1975 Amburgo, Germania Terra rossa Singolare - Doppio    | Dianne Fromholtz Renáta Tomanová 6–3, 6–2 | Paulina Peisachov Kazuko Sawamatsu | Iris Riedel Mima Jaušovec      | Helga Masthoff Linky Boshoff Janet Newberry Lany Kaligis         |
| 26 maggio | Internazionali d'Italia 1975 Roma, Italia Terra rossa Singolare - Doppio | Chris Evert 6–1, 6–0                      | Martina Navrátilová                | Mima Jaušovec Dianne Fromholtz | Fiorella Bonicelli Helga Masthoff Katja Ebbinghaus Linky Boshoff |
| 26 maggio | Internazionali d'Italia 1975 Roma, Italia Terra rossa Singolare - Doppio | Chris Evert Martina Navrátilová 6–1, 6–2  | Sue Barker Glynis Coles            | Mima Jaušovec Dianne Fromholtz | Fiorella Bonicelli Helga Masthoff Katja Ebbinghaus Linky Boshoff |

## Giugno
| Settimana             | Torneo                                                                                    | Vincitrici                                            | Finaliste                     | Semifinaliste                 | Eliminate ai quarti                                          |
| --------------------- | ----------------------------------------------------------------------------------------- | ----------------------------------------------------- | ----------------------------- | ----------------------------- | ------------------------------------------------------------ |
| 2 giugno 2 settimane  | Open di Francia 1975 Parigi, Francia Terra rossa Singolare - Doppio - Misto               | Chris Evert 2–6, 6–2, 6–1                             | Martina Navrátilová           | Janet Newberry Ol'ga Morozova | Donna Ganz Éva Szabó Raquel Giscafré Kazuko Sawamatsu        |
| 2 giugno 2 settimane  | Open di Francia 1975 Parigi, Francia Terra rossa Singolare - Doppio - Misto               | Chris Evert Martina Navrátilová 6–3, 6–2              | Julie Anthony Ol'ga Morozova  | Janet Newberry Ol'ga Morozova | Donna Ganz Éva Szabó Raquel Giscafré Kazuko Sawamatsu        |
| 2 giugno 2 settimane  | Open di Francia 1975 Parigi, Francia Terra rossa Singolare - Doppio - Misto               | Doppio misto: Fiorella Bonicelli Thomaz Koch 6–4, 7–6 | Pam Teeguarden Jaime Fillol   | Janet Newberry Ol'ga Morozova | Donna Ganz Éva Szabó Raquel Giscafré Kazuko Sawamatsu        |
| 16 giugno             | International Women's Open 1975 Eastbourne, Gran Bretagna Erba Singolare - Doppio         | Virginia Wade 7–5, 4–6, 6–4                           | Billie Jean King              | Rosie Casals Ol'ga Morozova   | Helena Anliot Pam Teeguarden Glynis Coles Linky Boshoff      |
| 16 giugno             | International Women's Open 1975 Eastbourne, Gran Bretagna Erba Singolare - Doppio         | Julie Anthony Ol'ga Morozova 6–2, 6–4                 | Evonne Goolagong Peggy Michel | Rosie Casals Ol'ga Morozova   | Helena Anliot Pam Teeguarden Glynis Coles Linky Boshoff      |
| 23 giugno 2 settimane | Torneo di Wimbledon 1975 Wimbledon, Londra, Gran Bretagna Erba Singolare - Doppio - Misto | Billie Jean King 6–0, 6–1                             | Evonne Goolagong              | Chris Evert Margaret Court    | Betty Stöve Ol'ga Morozova Virginia Wade Martina Navrátilová |
| 23 giugno 2 settimane | Torneo di Wimbledon 1975 Wimbledon, Londra, Gran Bretagna Erba Singolare - Doppio - Misto | Ann Kiyomura Kazuko Sawamatsu 7–5, 1–6, 7–5           | Françoise Dürr Betty Stöve    | Chris Evert Margaret Court    | Betty Stöve Ol'ga Morozova Virginia Wade Martina Navrátilová |
| 23 giugno 2 settimane | Torneo di Wimbledon 1975 Wimbledon, Londra, Gran Bretagna Erba Singolare - Doppio - Misto | Doppio misto: Margaret Court Marty Riessen 6–4, 7–5   | Betty Stöve Allan Stone       | Chris Evert Margaret Court    | Betty Stöve Ol'ga Morozova Virginia Wade Martina Navrátilová |

## Luglio
Nessun evento

## Agosto
| Settimana               | Torneo                                                                               | Vincitrice                                             | Finalista                     | Semifinaliste                     | Semifinaliste                     | Eliminate ai quarti                                             |
| ----------------------- | ------------------------------------------------------------------------------------ | ------------------------------------------------------ | ----------------------------- | --------------------------------- | --------------------------------- | --------------------------------------------------------------- |
| 4 agosto                | US Clay Court Championships 1975 Indianapolis, USA Terra rossa Singolare - Doppio    | Chris Evert 6–3, 6–4                                   | Dianne Fromholtz              | Nancy Gunter Katja Ebbinghaus     | Nancy Gunter Katja Ebbinghaus     | Donna Ganz Janet Newberry Iris Riedel Julie Heldman             |
| 4 agosto                | US Clay Court Championships 1975 Indianapolis, USA Terra rossa Singolare - Doppio    | Fiorella Bonicelli Isabel Fernández 3–6, 7–5, 6–3      | Gail Chanfreau Julie Heldman  | Nancy Gunter Katja Ebbinghaus     | Nancy Gunter Katja Ebbinghaus     | Donna Ganz Janet Newberry Iris Riedel Julie Heldman             |
| 11 agosto               | Canada Open 1975 Toronto, Canada Terra rossa Singolare - Doppio                      | Marcie Louie 6–1, 4–6, 6–4                             | Laura DuPont                  | Isabel Fernández Linky Boshoff    | Isabel Fernández Linky Boshoff    | Margaret Court Julie Anthony Tine Zwaan Julie Heldman           |
| 11 agosto               | Canada Open 1975 Toronto, Canada Terra rossa Singolare - Doppio                      | Julie Anthony Margaret Court 6–2, 6–4                  | JoAnne Russell Jane Stratton  | Isabel Fernández Linky Boshoff    | Isabel Fernández Linky Boshoff    | Margaret Court Julie Anthony Tine Zwaan Julie Heldman           |
| 18 agosto               | Virginia Slims of Central New York 1975 Rye, USA Terra rossa Singolare - Doppio      | Chris Evert 6–0, 6–1                                   | Virginia Wade                 | 3º posto                          | 4º posto                          | Mona Schallau Iris Riedel Pam Teeguarden Martina Navrátilová    |
| 18 agosto               | Virginia Slims of Central New York 1975 Rye, USA Terra rossa Singolare - Doppio      | Chris Evert 6–0, 6–1                                   | Virginia Wade                 | Margaret Court 8–3                | Dianne Fromholtz                  | Mona Schallau Iris Riedel Pam Teeguarden Martina Navrátilová    |
| 18 agosto               | Virginia Slims of Central New York 1975 Rye, USA Terra rossa Singolare - Doppio      | Chris Evert Martina Navrátilová 7-5 6-7 6-4            | Margaret Court Virginia Wade  |                                   |                                   | Mona Schallau Iris Riedel Pam Teeguarden Martina Navrátilová    |
| 27 agosto (2 settimane) | US Open 1975 Flushing Meadows, New York City, USA Cemento Singolare - Doppio - Misto | Chris Evert 5–7, 6–4, 6–2                              | Evonne Goolagong              | Martina Navrátilová Virginia Wade | Martina Navrátilová Virginia Wade | Kerry Melville Margaret Court Kazuko Sawamatsu Katja Ebbinghaus |
| 27 agosto (2 settimane) | US Open 1975 Flushing Meadows, New York City, USA Cemento Singolare - Doppio - Misto | Margaret Court Virginia Wade 7–5, 2–6, 7–6             | Rosie Casals Billie Jean King | Martina Navrátilová Virginia Wade | Martina Navrátilová Virginia Wade | Kerry Melville Margaret Court Kazuko Sawamatsu Katja Ebbinghaus |
| 27 agosto (2 settimane) | US Open 1975 Flushing Meadows, New York City, USA Cemento Singolare - Doppio - Misto | Doppio misto: Rosie Casals Dick Stockton 6–3, 6–7, 6–3 | Billie Jean King Fred Stolle  | Martina Navrátilová Virginia Wade | Martina Navrátilová Virginia Wade | Kerry Melville Margaret Court Kazuko Sawamatsu Katja Ebbinghaus |

## Settembre
| Settimana    | Torneo                                                                  | Vincitrice                                    | Finalista                        | Semifinaliste                | Semifinaliste                | Eliminate ai quarti                                         |
| ------------ | ----------------------------------------------------------------------- | --------------------------------------------- | -------------------------------- | ---------------------------- | ---------------------------- | ----------------------------------------------------------- |
| 15 settembre | Toyota Classic 1975 Atlanta, USA Sintetico indoor Singolare - Doppio    | Chris Evert 2–6, 6–2, 6–0                     | Martina Navrátilová              | Françoise Dürr Virginia Wade | Françoise Dürr Virginia Wade | Brigitte Cuypers Terry Holladay Marina Krošina Carrie Meyer |
| 15 settembre | Toyota Classic 1975 Atlanta, USA Sintetico indoor Singolare - Doppio    | Chris Evert Martina Navrátilová 6–4, 5–7, 6–2 | Françoise Dürr Betty Stöve       | Françoise Dürr Virginia Wade | Françoise Dürr Virginia Wade | Brigitte Cuypers Terry Holladay Marina Krošina Carrie Meyer |
| 22 settembre | Majestic Tournament 1975 Denver, USA Cemento indoor Singolare - Doppio  | Martina Navrátilová 4–6, 6–4, 6–3             | Carrie Meyer                     | 3º posto                     | 4º posto                     | Françoise Dürr Rosie Casals Terry Holladay Cynthia Doerner  |
| 22 settembre | Majestic Tournament 1975 Denver, USA Cemento indoor Singolare - Doppio  | Martina Navrátilová 4–6, 6–4, 6–3             | Carrie Meyer                     | Nancy Gunter 6–3             | Sue Barker                   | Françoise Dürr Rosie Casals Terry Holladay Cynthia Doerner  |
| 22 settembre | Majestic Tournament 1975 Denver, USA Cemento indoor Singolare - Doppio  | Françoise Dürr Betty Stöve 3–6, 6–1, 7–6      | Rosie Casals Martina Navrátilová | Nancy Gunter 6–3             | Sue Barker                   | Françoise Dürr Rosie Casals Terry Holladay Cynthia Doerner  |
| 29 settembre | WTA Congoleum Classic 1975 Palm Springs, USA Cemento Singolare - Doppio | Chris Evert 6–1, 6–3                          | Cynthia Doerner                  | 3º posto                     | 4º posto                     | Tine Zwaan Betty-Ann Stuart Carrie Meyer Sue Barker         |
| 29 settembre | WTA Congoleum Classic 1975 Palm Springs, USA Cemento Singolare - Doppio | Chris Evert 6–1, 6–3                          | Cynthia Doerner                  | Martina Navrátilová 8–6      | Dianne Fromholtz             | Tine Zwaan Betty-Ann Stuart Carrie Meyer Sue Barker         |
| 29 settembre | WTA Congoleum Classic 1975 Palm Springs, USA Cemento Singolare - Doppio | Chris Evert Martina Navrátilová 6–3, 7–5      | Gail Glasgow Betty-Ann Stuart    | Martina Navrátilová 8–6      | Dianne Fromholtz             | Tine Zwaan Betty-Ann Stuart Carrie Meyer Sue Barker         |

## Ottobre
| Settimana  | Torneo                                                                                   | Vincitrici                                | Finaliste                        | Semifinaliste                 | Semifinaliste                 | Eliminate ai quarti                                        |
| ---------- | ---------------------------------------------------------------------------------------- | ----------------------------------------- | -------------------------------- | ----------------------------- | ----------------------------- | ---------------------------------------------------------- |
| 4 ottobre  | Thunderbird Classic 1975 Phoenix, USA Cemento Singolare - Doppio                         | Nancy Gunter 4–6, 7–5, 6–4                | Virginia Wade                    | 3º posto                      | 4º posto                      | Laura DuPont Valerie Ziegenfuss Ann Kiyomura Linky Boshoff |
| 4 ottobre  | Thunderbird Classic 1975 Phoenix, USA Cemento Singolare - Doppio                         | Nancy Gunter 4–6, 7–5, 6–4                | Virginia Wade                    | Martina Navrátilová 8–1       | Françoise Dürr                | Laura DuPont Valerie Ziegenfuss Ann Kiyomura Linky Boshoff |
| 4 ottobre  | Thunderbird Classic 1975 Phoenix, USA Cemento Singolare - Doppio                         | Françoise Dürr Betty Stöve 6–7, 6–4, 6–0  | Rosie Casals Martina Navrátilová | Martina Navrátilová 8–1       | Françoise Dürr                | Laura DuPont Valerie Ziegenfuss Ann Kiyomura Linky Boshoff |
| 13 ottobre | United Airlines Tournament of Champions 1975 Orlando, USA Terra rossa Singolare - Doppio | Chris Evert Walkover                      | Martina Navrátilová              | Rosie Casals Kathy Kuykendall | Rosie Casals Kathy Kuykendall | Linky Boshoff Betsy Nagelsen Rayni Fox Donna Ganz          |
| 13 ottobre | United Airlines Tournament of Champions 1975 Orlando, USA Terra rossa Singolare - Doppio | Rosie Casals Wendy Overton Walkover       | Chris Evert Martina Navrátilová  | Rosie Casals Kathy Kuykendall | Rosie Casals Kathy Kuykendall | Linky Boshoff Betsy Nagelsen Rayni Fox Donna Ganz          |
| 27 ottobre | US Indoors 1975 Charlotte, USA Sintetico indoor Singolare - Doppio                       | Martina Navrátilová 4–6, 6–2, 7–5         | Evonne Goolagong Cawley          |                               |                               |                                                            |
| 27 ottobre | US Indoors 1975 Charlotte, USA Sintetico indoor Singolare - Doppio                       | Billie Jean King Rosemary Casals 6–3, 6–4 | Martina Navrátilová Chris Evert  |                               |                               |                                                            |
| 31 ottobre | Stockholm Open 1975 Stoccolma, Svezia Sintetico indoor Singolare - Doppio                | Virginia Wade 6–3, 4–6, 7–5               | Françoise Dürr                   | Rosie Casals Terry Holladay   | Rosie Casals Terry Holladay   | Marcie Louie Nataša Čmyreva Betty Stöve Ingrid Bentzer     |
| 31 ottobre | Stockholm Open 1975 Stoccolma, Svezia Sintetico indoor Singolare - Doppio                | Françoise Dürr Betty Stöve 6–3, 6–4       | Evonne Goolagong Virginia Wade   | Rosie Casals Terry Holladay   | Rosie Casals Terry Holladay   | Marcie Louie Nataša Čmyreva Betty Stöve Ingrid Bentzer     |

## Novembre
| Settimana  | Torneo                                                                      | Vincitrici                               | Finaliste                      | Semifinaliste            | Eliminate ai quarti                                          |
| ---------- | --------------------------------------------------------------------------- | ---------------------------------------- | ------------------------------ | ------------------------ | ------------------------------------------------------------ |
| 3 novembre | WTA French Indoors 1975 Parigi, Francia Sintetico indoor Singolare - Doppio | Virginia Wade 6–1, 6–7, 9–7              | Sue Barker                     | Glynis Coles Betty Stöve | Evonne Goolagong Rosie Casals Heidi Eisterlehner Iris Riedel |
| 3 novembre | WTA French Indoors 1975 Parigi, Francia Sintetico indoor Singolare - Doppio | Françoise Dürr Betty Stöve 2–6, 6–0, 6–3 | Evonne Goolagong Virginia Wade | Glynis Coles Betty Stöve | Evonne Goolagong Rosie Casals Heidi Eisterlehner Iris Riedel |

## Dicembre
| Settimana   | Torneo                                                              | Vincitrici                                   | Finaliste                         | Semifinaliste                 | Eliminate ai quarti                                          |
| ----------- | ------------------------------------------------------------------- | -------------------------------------------- | --------------------------------- | ----------------------------- | ------------------------------------------------------------ |
| 15 dicembre | New South Wales Open 1975 Sydney, Australia Erba Singolare - Doppio | Evonne Goolagong 6–2, 6–4                    | Sue Barker                        | Helga Masthoff Wendy Turnbull | Kathy Harter Michelle Tyler Heidi Eisterlehner Chris Matison |
| 15 dicembre | New South Wales Open 1975 Sydney, Australia Erba Singolare - Doppio | Evonne Goolagong Helen Gourlay 6–3, 4–6, 6–3 | Heidi Eisterlehner Helga Masthoff | Helga Masthoff Wendy Turnbull | Kathy Harter Michelle Tyler Heidi Eisterlehner Chris Matison |